# Dicranotropis basifuscata
Dicranotropis basifuscata är en insektsart som först beskrevs av Fowler 1905.  Dicranotropis basifuscata ingår i släktet Dicranotropis och familjen sporrstritar. Inga underarter finns listade i Catalogue of Life.